# تیم ملی بسکتبال مالاوی
تیم ملی بسکتبال مالاوی، نماینده مالاوی در مسابقات بین المللی بسکتبال است. این تیم  توسط فدراسیون بسکتبال مالاوی اداره می شود. 